# Marie Jacquot
Pour les articles homonymes, voir Jacquot.
Marie Jacquot est une cheffe d'orchestre française.

## Biographie
Marie Jacquot naît en 1990 à Paris. Elle grandit à Chartres, commence la musique par l'apprentissage du piano puis étudie le trombone, au CRR de Paris, notamment, avant de travailler la direction d'orchestre à l'Académie de musique et des arts du spectacle de Vienne, en Autriche, puis à la Hochschule Franz Liszt de Weimar,,. C'est une fonction qui est détachée de son origine religieuse.
En 2016, Marie Jacquot est assistante de Kirill Petrenko pour la création mondiale de South Pole de Miroslav Srnka (en) à Munich. Entre 2016 et 2019, elle est maître de chapelle (on dit plutôt Kapellmeisterin) et adjointe du directeur musical au Mainfranken Theater de Wurtzbourg. 
En 2019, elle est lauréate du prix Ernst-Schuch, et est nommée l'année suivante « Newcomer of the year » aux International Opera Awards.  
Entre 2019 et 2022, Marie Jacquot est première Kapellmeister (ou Kapellmeisterin) au Deutsche Oper am Rhein de Düsseldorf et Duisbourg,. 
En 2022, elle est nommée cheffe principale de l'Orchestre royal du Danemark à l'Opéra de Copenhague, à compter de 2024, pour un mandat de cinq ans,. 
En 2023, Marie Jacquot est nommée première cheffe invitée de l’Orchestre symphonique de Vienne à compter de la saison 2023-2024,. 
En 2024, elle est nommée directrice musicale de l'Orchestre symphonique de la WDR de Cologne à compter de la saison 2026-2027, pour une durée de quatre ans. Elle est « révélation chef d'orchestre » de l'année aux Victoires de la musique classique.